# Daniel Friedrich (Basketballspieler)
Daniel Friedrich (* 11. Februar 1992 in Wien) ist ein österreichischer Basketballspieler. Er steht bei den Swans Gmunden unter Vertrag.

## Laufbahn
Der Wiener gab seinen Bundesliga-Einstand im Hemd des BC Basket Clubs of Vienna in seiner Geburtsstadt. Nach jeweils einem Jahr bei den Ligakonkurrenten Traiskirchen und St. Pölten zog es ihn 2012 zu den Swans Gmunden. Für Aufsehen sorgte Friedrich in der Saison 2019/20, die wegen des Coronavirus SARS-CoV-2 vorzeitig beendet wurde: Er war in diesem Spieljahr mit 17,0 Punkten je Begegnung achtbester Korbschütze sowie mit 6,1 Vorlagen/Spiel drittbester Passgeber der Liga. 2021 wurde er mit Gmunden österreichischer Staatsmeister, mit wiederum 17 Punkten je Begegnung war er zweitbester Korbschütze seiner Mannschaft.
In der Saison 2022/23 gewann Friedrich mit Gmunden neben der österreichischen Staatsmeisterschaft auch den Pokalwettbewerb und den Supercup. Er wurde in der Meisterschaft als bester Spieler der Finalserie ausgezeichnet. 2023/24 und 2024/25 wählten ihn die Trainer und Mannschaftskapitäne zum besten österreichischen Spieler der Saison.

### Nationalmannschaft
Friedrich spielte für die österreichische U16-, U18- und U20-Nationalmannschaften sowie anschließend auch für die A-Nationalmannschaft.